# 薩摩亞體育協會與國家奧林匹克委員會
薩摩亞體育協會與國家奧林匹克委員會（Samoa Association of Sports and National Olympic Committee）是薩摩亞的體育部門及國家奧林匹克委員會。該組織成立於1983年，是國際奧委會和大洋洲國家奧林匹克委員會的成員。1984年，首次派員參加在美國阿特蘭大舉行的夏季奧運會。
現時，薩摩亞體育協會與國家奧林匹克委員會的總部設在阿皮亞，主席是Patrick Fepuleaulea'i。

## 資料來源
1. ↑  .   [2014-03-17]. （原始内容存档于2008-12-08）.